# The Homecoming of Beorhtnoth Beorhthelm’s Son
The Homecoming of Beorhtnoth Beorhthelm’s Son („Die Heimkehr von Beorhtnoth Beorhthelms Sohn“) ist ein von J. R. R. Tolkien verfasster Text aus dem Jahre 1953. Der Geschichte liegt wahrscheinlich eine reale Begebenheit zu Grunde, die sich zur Zeit König Æthelred II. von England ereignete. Es geht um eine Schlacht bei Maldon in der Grafschaft Essex. Als Grundlage für diese Bearbeitung diente ihm unter anderem das Gedicht The Battle of Maldon.

## Beorhtnoth’s Death
Beorhtnoth’s Death („Beorhtnoths Tod“) erzählt zunächst von den Ereignissen, die zum Tode von Beorhtnoth führten. Im August des Jahres 991 wurde bei Maldon eine Schlacht geschlagen. Auf der einen Seite standen die Grafen von Essex, die von Beorhtnoth, dem Sohn Beorhthelms, angeführt wurden, auf der anderen ein Trupp Wikinger, der zuvor schon Ipswich überfallen, geplündert und verwüstet hatte. Beorhtnoth wird als sehr groß, kämpferisch und furchtlos, aber auch als stolz und hochmütig beschrieben. Die Wikinger wurden, einer angelsächsischen Chronik zufolge, von einem gewissen Anlaf angeführt, der auch unter dem Namen Olaf Tryggvason bekannt war und später ein König der Norweger wurde.
Die Nordmänner hatten ihr Lager auf der Insel Northey aufgeschlagen und waren durch einen Arm des Flusses Pante (heute ‚Blackwater‘) von den Engländern getrennt. Der Fluss konnte in Zeiten der Flut über eine Brücke überschritten werden. So war der Graf von Essex eigentlich gut gegen die Angreifer geschützt. Doch auf die Eitelkeit von Beorhtnoth bauend, bat Anlaf darum, den Fluss überqueren zu dürfen, damit ein fairer Kampf ausgetragen werden könne. Beoerhtnoth willigte ein und bezahlte dafür mit seinem Leben.
Über dieses Ereignis berichtet auch ein Heldengedicht mit dem Titel The Battle of Maldon („Die Schlacht von Maldon“), das in Fragmenten erhalten blieb und 325 Zeilen umfasst.
Darauf ist der folgende Text Tolkiens aufgebaut, der vom letzten Kampf des Beorhtnoth erzählt. Graf Beorhtnoth verteidigte als Schutzherr der Kirche die Mönche des Klosters Ely. Daher wurde sein Körper nach der Schlacht vom Abt des Klosters nach Ely gebracht und dort in der Abtei beigesetzt. Zwei Diener des Grafen waren ausgesandt worden, den Körper ihres Herrn zu bergen. Da sein Kopf abgehackt worden war und nicht wiedergefunden werden konnte, wurde er im Grab durch eine wächserne Kugel ersetzt.

## Die eigentliche Geschichte
The Homecoming of Beorhtnoth Beorhthelm’s Son
Hier ist der Text ähnlich wie ein Theaterstück aufgebaut und enthält viele Dialoge zwischen den Männern, die Torhthelm und Tidwald heißen. Diese beiden begeben sich in der Dunkelheit nach Beendigung des Kampfes auf das Schlachtfeld, das mit Toten übersät ist. Unheimliche Geräusche und das spärliche Licht aus ihrer Laterne erleichtern ihnen diese Aufgabe nicht. Sie entdecken dort zwischen den Gefallenen viele bekannte Gesichter.
Dort, wo die meisten Toten liegen, finden sie die engsten und treuesten Begleiter des Grafen, darunter viele Jungen, die gerade erst das Mannesalter erreicht hatten, wie Wulfmaer, Aelfnoth oder Ælfwine. Als sie etliche Körper beiseite geräumt haben, finden sie ihren Herr Beortnoth, ohne Kopf und mit zerstückeltem Rumpf, doch erkennen sie ihn an seiner Größe, denn er überragte zu Lebzeiten alle anderen. Auch sein Schwert finden sie und damit sind alle Zweifel ausgeräumt. Also heben sie den schweren Leichnam auf und tragen ihn mühevoll zu ihrem Karren, den sie am Flussufer zurückgelassen hatten. Auf dem Weg dorthin überraschen sie einen Leichenfledderer, der nach Wertgegenständen sucht. Torhthelm erschlägt diesen mit dem Schwert des Grafen, woraufhin Tidwald ihm Vorwürfe macht, denn der Mann war nur ein armer Schlucker und keiner der feindlichen Nordmänner.
An der Flussbrücke angekommen, wundern sie sich, dass sich dort keine Leichen befinden und wie die Angreifer kampflos das diesseitige Ufer erreichen konnten. Sie kommen zu dem Schluss, dass Beorhtnoth sie aus Selbstüberschätzung herüberkommen lassen hat. Sie laden den Körper des toten Grafen auf den Wagen und machen sich auf den Weg nach Maldon. Torhthelm schläft erschöpft neben dem Leichnam ein und redet im Traum.
Zuletzt hören sie Stimmen in der Dunkelheit, der Gesang der Mönche von Ely klingt traurig zu ihnen herüber. Sie singen das Dirige für Beorhtnoth, Beorhthelms heimgekehrten Sohn.
“Dirige, Domine, in conspectu tuo viam meam. Introibo in domum tuam: adorabo ad templum sanctum tuum in timore tuo.”

„Geleite mich, Herr, vor deinem Angesicht auf meinem Weg. Ich aber darf dein Haus betreten; ich werfe mich nieder in Ehrfurcht vor deinem heiligen Tempel“ [Ps. 5,8].

“Domine, deduc me in iustitia tua: propter inimicos meos dirige in conspectu tuo viam meam. Gloria Patri et Filio et Spiritui Sancto: sicut erat in principio et nunc et semper et in saecula saeculorum.
 Dirige, Domine, in conspectu tuo viam meam.”

„Herr, leite mich in deiner Gerechtigkeit; meinen Feinden zum Trotz geleite mich vor deinem Angesicht auf meinem Weg [vgl. Ps. 5,9]. Ehre sei dem Vater und dem Sohn und dem Heiligen Geist, wie es war im Anfang, so auch jetzt und alle Zeit und in Ewigkeit.

Geleite mich, Herr, vor deinem Angesicht auf meinem Weg.“

## Ofermod
Ofermod (altenglisch für ‚Übermut‘ oder ‚Überheblichkeit‘) ist der letzte Abschnitt des Textes. Hier geht es um die Aussagen aus dem Fragment des Battle of Maldon. Das Gedicht wurde als Ganzes als „das einzige reine Heldengedicht in altem Englisch“ bekannt.
„ða se eorl ongan for his ofermode alyfan landes to fela laþere ðeode,“

“then the earl in his overmastering pride actually yielded ground to the enemy, as he should not have done.” (englisch)

„Dann öffnete der Graf durch seine eigene Überheblichkeit sein Land dem Feinde, wie er lieber hätte nicht tun sollen.“ (deutsch)
Es geht des Weiteren um den nordischen Heldengeist, die Ehre und die Loyalität der Untergebenen zu ihrem Herrn oder die Ritterlichkeit und den Stolz in der Erwartung, dafür Ruhm bis über den Tod hinaus zu erlangen. Hier werden Vergleiche mit Beowulf oder Sir Gawain und deren Heldenmut angestellt und es wird versucht zu erklären, warum Beorhtnoth so gehandelt hat, wie er es tat.
Zudem werden die letzten Worte des Hofstaates von König Artus zitiert, die gesprochen worden sein sollen, als Sir Gawain seinem Schicksal entgegenritt.
Fazit

Der Ofermod eines einzelnen bringt vielen Unglück. Es ist mehr als die reine Übersetzung von Ofer = Über und -mod = Mut. Es steht dafür, eine gewisse Grenze nicht zu überschreiten, also nicht weiter zu gehen, als man es kann. Mod ist nicht einfach Mut oder Kühnheit, sondern mehr Courage, eine innere Einstellung oder feste Überzeugung. In Gedichtform taucht das Wort Ofermod, laut J. R. R. Tolkien nur zweimal auf, nämlich bei Beorhtnoth und im Zusammenhang mit Luzifer.
„Oft sceall eorl monig anes willan wraec adreogan.“

“By one man’s will many must woe endure.” (englisch)

„Viele müssen durch den Eigenwillen eines Mannes schweres Leid ertragen.“ (deutsch)